# Frans Rutten (econoom)
Frans Willem Rutten (Nijmegen, 29 juli 1934 – Rotterdam, 2 mei 2019) was een Nederlandse econoom. Hij was van 1973 tot 1990 secretaris-generaal van het Ministerie van Economische Zaken. Na zijn pensioen ontpopte hij zich als een vurig rooms-katholiek, die in zijn Kerk alom verval en vrijmetselarij zag. Op 11 april 2002 zou volgens hem de wereld vergaan, althans de eindtijd zou zich definitief aankondigen.

## Levensloop
Rutten was de zoon van de Nijmeegse hoogleraar psychologie Theo Rutten (minister van Onderwijs in de kabinetten Drees-Van Schaik en Drees I). Hij studeerde economie aan de Hogeschool van Tilburg, waar hij in 1965 promoveerde op het proefschrift Prijsvorming in de industrie. Zijn carrière bracht hem onder meer een hoogleraarschap in Rotterdam, waar hij later nog terugkeerde als hoogleraar staathuishoudkunde. In zijn jaren als secretaris-generaal (SG) van het ministerie van Economische Zaken (1973-1990) was hij vermaard en gevreesd om zijn nieuwjaarsartikel in het economenblad ESB. Dat was telkens gezagvol, haalde de voorpagina's, schetste in vaak sombere tonen wat het vaderland dit jaar stond te wachten. Overheid en sociale partners hield hij steevast als remedie voor: beheersing van de overheidsuitgaven en een gematigde loonontwikkeling. Met die vertrekpunten was hij een van de drijvende krachten achter het no-nonsensebeleid van het kabinet-Lubbers I.
Op het ministerie bracht hij veel jonge economen de finesses bij van de kunst van de economische politiek. Zij stonden als medewerkers van de directie Algemene Economische Politiek in Den Haag bekend als de "Rutten-boys". Velen van hen maakten na de leerschool bij Rutten een mooie ambtelijke loopbaan door of werden geroepen tot belangrijke functies in het bedrijfsleven. Tot zijn leerlingen behoren o.a. Jan-Willem Oosterwijk (later ook SG bij EZ), Chris Buijink (SG bij het ministerie van Economische Zaken, Landbouw en Innovatie), Gerrit Zalm (minister, en topman van ABN AMRO), George Verberg (later hoofddirecteur van de Gasunie) en Mich van der Harst (DG Industrie en voorzitter van Transport en Logistiek Nederland).
Na zijn functie als SG bij Economische Zaken was Rutten van 1990 tot 1993 voorzitter van de Wetenschappelijke Raad voor het Regeringsbeleid (WRR). Vervolgens was hij tot zijn pensionering wederom hoogleraar aan de Erasmus Universiteit.

### Laatste katholiek
Rutten was naar eigen zeggen altijd maar een 'lauwe' katholiek geweest. Na zijn pensionering, toen hij was opgenomen in de Jellinek-kliniek in Amsterdam om van zijn drankverslaving af te komen, maakte hij een bekering door.
In 1999 was hij door de tegenhanger van de Acht Meibeweging, het behoudender Contact Rooms-Katholieken, gevraagd voor een toespraak over de eucharistie. Op het laatste moment gelastte de organisatie de toespraak af omdat Rutten fel tekeerging tegen de Nederlandse bisschoppen: druiloren, noemde hij ze, die alles maar door de vingers zagen. Hij spande een kort geding aan tegen kardinaal Ad Simonis omdat deze na 1980 als enige bisschop de besluiten van de Bijzondere Synode van de Bisschoppen van Nederland van dat jaar niet of slechts halfslachtig had uitgevoerd. Rutten verloor de zaak: hij was een querulant, zo was het oordeel.
In Vaticaanstad was het volgens Rutten niet veel beter gesteld dan in Nederland: de paus (Johannes Paulus II) was er omringd door prelaten, onder wie de vrijmetselarij en het ongeloof hoogtij vierden. Om aan deze misstand een eind te maken had hij inmiddels met het blad Profetische Stemmen. 
Het Instituut voor Katholieke Informatie, een niet door Rutten opgerichte stichting, stelde zich oorspronkelijk ten doel, om katholieke informatie gemakkelijk en eenvoudig beschikbaar te stellen aan voornamelijk katholieken. Deze stichting kreeg een ietwat andere koers nadat Rutten er voorzitter werd. Hij gebruikte volgens enkele bronnen de stichting om zijn kritiek gestalte te geven en te uiten via het blad eerder genoemde blad "Profetische Stemmen". Ook de organisatie Witte Donderdag 2000 was een loot aan deze vruchtboom.

### Garabandál
Nog eenmaal trok Rutten sterk de aandacht. Hij had berekend via een "100 procent betrouwbare econometrische methode" dat de verschijningen en boodschappen van de Maagd Maria in het Noord-Spaanse Garabandal (1961) slechts één ding konden betekenen. Op 11 april 2002 om half negen zou de wereld vergaan, zelfs al verzekerde de inmiddels 53-jarige Conchita, een van de vier zieneresjes van 1961, dat daar geen sprake van was. Maar Rutten en enkele bussen met tientallen zieken, die dan zouden genezen, togen naar Garabandál om op dat uur, diezelfde 'Witte Donderdag', het wonder van de Wederkomst mee te maken.
Er gebeurde niets. Zijn vrouw, erkende Rutten, had er ook niet in geloofd, maar was toch meegegaan 'voor de lievigheid'. Op haar dringende verzoek staakte hij na het debacle van 2002 zijn bijdragen aan de 'Profetische Stemmen'.

### Sleutelroman
Hispanist, vertaler en niet minder fervent katholiek Robert Lemm had tezelfdertijd Rutten ('Joris Stormram') stevig neergezet in zijn sleutelroman Maranatha - de ridder en de draak. Op de achtergrond speelt dat Mariaverschijningen van de laatste ruim honderd jaar alle als in een heilige strijd om de Oscars zijn verwikkeld: Lourdes, Fatima, Medjugorje, Amsterdam, Garabandál, La Salette, met Vassula Ryden, Maria Faustina Kowalska en Padre Pio. Lemm houdt het bij La Salette en bij Amsterdam. "In Garabandal gebeurde helemaal niets", schreef Lemm al, nog voordat er iets kon gebeuren.

#### Onderscheidingen
- Eredoctor van de Katholieke Universiteit Nijmegen (1993)
- Commandeur in de Orde van Oranje-Nassau

- Gemeinsame Normdatei: 170677850
- International Standard Name Identifier: 0000 0000 3322 5020
- Library of Congress Control Number: n91127101
- Nederlandse Thesaurus van Auteursnamen: 069045577
- Parlement.com: vg09llzozfwq
- Réseau des bibliothèques de Suisse occidentale: 02-A018850471
- Virtual International Authority File: 33646085
- WorldCat: E39PBJtrY3jqwbTh3Md797WVYP